# Durchdrücken
Das Durchdrücken ist eine Gruppe von Fertigungsverfahren aus der Obergruppe des Druckumformens. Beim Durchdrücken wird das Rohteil durch ein hohles Werkzeug hindurchgedrückt. Im Werkzeug ist die zu erzeugende Form zumindest teilweise enthalten.
Es wird zwischen drei Verfahren unterschieden:
- Verjüngen: Reduzieren von Querschnitten. Es kann für Voll- und Hohlkörper angewendet werden, hat aber nur geringe Bedeutung.
- Strangpressen: Dient zur Erzeugung von Profilmaterial und anderem Endlosmaterial. Es wird anschließend in der gewünschten Länge abgetrennt.
- Fließpressen: Zur Herstellung von einzelnen Werkstücken, auch in großen Stückzahlen.